# Калачихін Валерій Олексійович
Валерій Олексійович Калачихін (рос. Валерий Алексеевич Калачихин, нар. 20 травня 1939, радгосп «Друга П'ятирічка» Ленінградського району Краснодарського краю — пом. 27 листопада 2014, Ростов-на-Дону) — радянський волейболіст, гравець збірної СРСР (1963—1964). Олімпійський чемпіон 1964 року. Заслужений майстер спорту СРСР (1990).

## Спортивна кар'єра
Виступав за команди «Буревісник» (Ростов-на-Дону) і СКА (Ростов-на-Дону). У складі збірної РРФСР у 1963 року став срібним призером чемпіонату СРСР і Спартакіади народів СРСР.
У збірній СРСР в офіційних змаганнях виступав у 1963—1964 роках. У її складі став олімпійським чемпіоном 1964 року і бронзовим призером чемпіонату Європи 1963 року .
Після закінчення в 1969 року ігрової кар'єри працював тренером команди СКА (Ростов-на-Дону). Тренував армійські волейбольні команди В'єтнама та Мадагаскара.
У 2000 році Калачихін нагороджений Почесним Знаком «За заслуги в розвитку фізичної культури і спорту».
Помер 27 листопада 2014 року в Ростові-на-Дону.

## Джерело
- Волейбол: Енциклопедія/Сост. В. Л. Свиридов, О. С. Чехов. — Томськ: Компанія «Янсон», 2001.